# Дарре-Ґарм (Марказі)
Дарре-Ґарм (перс. دره گرم) — село в Ірані, у дегестані Чагар-Чешме, у бахші Камаре, шагрестані Хомейн остану Марказі. За даними перепису 2006 року, його населення становило 226 осіб, що проживали у складі 42 сімей.

## Клімат
Середня річна температура становить 11,06 °C, середня максимальна – 30,25 °C, а середня мінімальна – -11,57 °C. Середня річна кількість опадів – 252 мм.
| Клімат поселення                              | Клімат поселення | Клімат поселення | Клімат поселення | Клімат поселення | Клімат поселення | Клімат поселення | Клімат поселення | Клімат поселення | Клімат поселення | Клімат поселення | Клімат поселення | Клімат поселення | Клімат поселення |
| Показник                                      | Січ.             | Лют.             | Бер.             | Квіт.            | Трав.            | Черв.            | Лип.             | Серп.            | Вер.             | Жовт.            | Лист.            | Груд.            |                  |
| Середній максимум, °C                         | 5,93             | 7,60             | 11,90            | 18,29            | 23,66            | 29,23            | 30,25            | 30,01            | 25,41            | 19,02            | 12,01            | 6,66             |                  |
| Середня температура, °C                       | −2,82            | −1,14            | 3,13             | 9,54             | 14,91            | 20,46            | 24,46            | 24,22            | 19,62            | 13,23            | 6,23             | 0,86             |                  |
| Середній мінімум, °C                          | −11,57           | −9,9             | −5,61            | 0,79             | 6,15             | 11,71            | 18,67            | 18,43            | 13,82            | 7,44             | 0,44             | −4,92            |                  |
| Норма опадів, мм                              | 39               | 38               | 47               | 33               | 25               | 4                | 1                | 1                | 0                | 7                | 23               | 34               |                  |
| Середньомісячна швидкість вітру, м/с          | 1.22             | 2.38             | 2.74             | 2.85             | 2.48             | 2.29             | 2.26             | 2.08             | 2.08             | 1.88             | 1.57             | 1.32             |                  |
| Середньомісячна сонячна радіація, кДж/м²·день | 9695             | 12725            | 15391            | 18593            | 22559            | 26970            | 25929            | 24372            | 21543            | 16152            | 11434            | 9422             |                  |
| --------------------------------------------- | ---------------- | ---------------- | ---------------- | ---------------- | ---------------- | ---------------- | ---------------- | ---------------- | ---------------- | ---------------- | ---------------- | ---------------- | ---------------- |
| Джерело:                                      |                  |                  |                  |                  |                  |                  |                  |                  |                  |                  |                  |                  |                  |